# Rrum-Tah
Les Rrum-Tah parfois aussi écrit Rhum-Tah sont un groupe musical camerounais célèbre dans les années 1990 avec les débuts de la télévision.

## Genèse

### Fondation du groupe
Le groupe Rrum-Tah est né de l'initiative de Roger Nkembe Pesauk, un artiste Camerounais,. Il nait après l'arrivée de ce dernier en 1983 au Cameroun. Il met en place la maison Soyoko pour porter ses projets autour de la musique.
Le groupe devient notoire dans les années 1990 avec la télévision camerounaise naissante. Avant sa disparition de la scène au milieu des années 1990, lorsqu'en 1994, Roger Nkembe Pesauk décide de faire de la musique religieuse.

### Composition du groupe
Le groupe est constitué au départ de 7 jeunes et ils se retrouvent rapidement à 5 : 
- Guy Bolivar Djoya, un neveu de Roger Nkembe Pesauk, avec une voix roque[4]
- Ahri Yell Nkembe Pesauk, la fille du fondateur du groupe[5],[6],[7],[8]
- Nadiya[9]
- Laya Nkembe, l'autre fille de Roger Nkembe Pesauk[9]
- Linda

Des 5 jeunes artistes, certains ont poursuivi des carrières dans la musique une fois adultes,,.

## Notoriété
Le groupe devient célèbre par ses chansons populaires et la diffusion de leurs clips sur la télévision camerounaise CRTV,.

### Albums
Les Rrum-Tah font 4 albums
- MbaMbamBe, 1989
- Fadiri, 1990
- Mon ami en or, 1991,
- Wakoka, 1994

### Collaborations
Les Rrum-Tah participent à l'album "Rythme et Couleur" de Chantal Goya en 1990 où le groupe interprète la chanson "et la musique jouait".

### Postérité
Ahri Yell Nkembe Pesauk, la fille du fondateur du groupe, écrit le livre "Rrum-Tah, l'inoubliable épopée" et elle fonde l'association Bobingo art et vie qui promeut l'art africain et veut continuer l'oeuvre de Soyoko.